# Battleground (2016)
Cet article concerne l'édition 2016 du pay-per-view Battleground. Pour toutes les autres éditions, voir WWE Battleground.
L'édition 2016 de Battleground est un Premium Live Event de catch (lutte professionnelle) produit par la World Wrestling Entertainment, une fédération de catch américaine qui est télédiffusée et visible en paiement à la séance sur le WWE Network, ainsi que gratuitement sur la chaîne de télévision française AB1. L'événement a eu lieu le 24 juillet 2016 au Verizon Center à Washington, D.C. Il s'agit de la 4e édition de Battleground.

## Contexte
Les spectacles de la World Wrestling Entertainment (WWE) sont constitués de matchs aux résultats prédéterminés par les scénaristes de la WWE. Ces rencontres sont justifiées par des storylines – une rivalité avec un catcheur, la plupart du temps – ou par des qualifications survenues dans les shows de la WWE telles que Raw et SmackDown. Tous les catcheurs possèdent une gimmick, c'est-à-dire qu'ils incarnent un personnage gentil (Face) ou méchant (Heel), qui évolue au fil des rencontres. Un événement comme Battleground est donc un événement tournant pour les différentes storylines en cours,.

### Dean Ambrose (c) contre Roman Reigns contre Seth Rollins
Le 19 juin à Money in the Bank, Dean Ambrose remporte la mallette dans le Men's Money in the Bank Ladder match. À la fin de la soirée, Seth Rollins redevient champion du monde poids-lourds de la WWE, pour la seconde fois, en battant Roman Reigns. Mais après le combat, Dean Ambrose utilise sa mallette sur le premier, devient le nouveau champion du monde poids-lourds de la WWE en le battant et remporte le titre pour la première fois de sa carrière. Le lendemain à Raw, Roman Reigns et Seth Rollins s'affrontent pour déterminer le nouvel aspirant no 1 au titre mondial poids-lourds, mais leur combat se termine en double décompte à l'extérieur. Après le combat, Dean Ambrose demande à Shane McMahon d'annoncer qu'il accepte de remettre sa ceinture en jeu contre ses deux anciens frères du Shield au PLE, ce que le commissionnaire du show bleu effectue.

### Sami Zayn contre Kevin Owens
Le 20 mai 2015 à NXT TakeOver: Unstoppable, Kevin Owens remettait son titre de NXT en jeu contre Sami Zayn, mais le combat se termine en match nul, car le premier blesse le second.
Le 24 janvier au Royal Rumble, Sami Zayn élimine Kevin Owens du 30-Men Royal Rumble match.
Le 3 avril à WrestleMania 33, les deux Canadiens ne remportent pas le titre Intercontinental, battus par Zack Ryder dans un Ladder match. Le 1er mai à Payback, Kevin Owens bat Sami Zayn. Le 22 mai à Extreme Rules, ils ne remportent pas le titre Intercontinental, battus par The Miz dans un Fatal 4-Way match qui inclut également Cesaro. Le 19 juin à Money in the Bank, ils ne remportent pas la mallette, gagnée par Dean Ambrose. Huit soirs plus tard à Raw, Sami Zayn demande à Kevin Owens un dernier match entre eux pour mettre fin à cette rivalité, ce que le second accepte.

### Becky Lynch contre Natalya
Le 19 juin à Money in the Bank, Becky Lynch et Natalya perdent face à Dana Brooke et Charlotte. Après le combat, la Canadienne effectue un Heel Turn, car elle attaque l'Irlandaise dans le dos.
Le 4 juillet à Raw, un match entre les deux catcheuses au PLE est officiellement annoncé.

### John Cena, Enzo Amore et Big Cass contre The Club
Le 19 juin à Money in the Bank, AJ Styles bat John Cena avec l'aide des interventions extérieures des Good Brothers.
Le 4 juillet à Raw, le trio du Club tabasse le seize fois champion du monde, mais Enzo Amore et Big Cass viennent en aide au second. Mick Foley, le GM du show rouge, annonce officiellement un 6-Man Tag Team match entre les deux trios au PLE.

### Rivalité entre The New Day et The Wyatt Family
Lors du Raw du 20 juin, The Wyatt Family (Bray Wyatt, Erick Rowan et Braun Strowman) fait son retour mais est interrompue par les champions par équipe de la WWE, The New Day. Pendant quelques semaines, Bray Wyatt essaye de manipuler Xavier Woods, qui est effrayé par la Wyatt Family, mais sans succès. Lors du Raw du 11 juillet, un affrontement entre les deux équipes, qui a eu lieu dans le "Compound" de la Wyatt Family (une sorte de bayou au bord d'une forêt), est diffusé. Le 12 juillet, la WWE annonce sur sa chaîne Youtube un combat opposant les deux équipes lors de Battleground.

### Rivalité entre The Miz et Darren Young
Lors du Raw du 11 juillet, Darren Young gagne une Battle Royal pour déterminer l'aspirant numéro 1 au championnat intercontinental, détenu par The Miz. Le soir même, le match entre les deux catcheurs est annoncé pour Battleground.

### Rivalité entre Zack Ryder et Rusev
Lors du SmackDown du 7 juillet, Zack Ryder, après avoir gagné un match contre Sheamus, défie Rusev dans un match pour le championnat des États-Unis. Lors du Raw du 11 juillet, Rusev attaque Ryder après qu'il a perdu son match revanche contre Sheamus, en lui disant qu'il accepte son défi. Leur match est par la suite officialisé pour Battleground.

### Rivalité entre Sasha Banks et Charlotte & Dana Brooke
Le 20 juin à Raw, Sasha Banks sauve Paige d'une attaque de Dana Brooke et Charlotte. Lors du Raw du 27 juin, Sasha et Paige battent Dana et Charlotte. Au cours des semaines suivantes, Charlotte et Dana ont continué à provoquer Sasha. Le 14 juillet à SmackDown, un match entre Charlotte et Dana contre Sasha et une partenaire mystère à Battleground est annoncé. À Battleground, on apprend que la partenaire mystère est Bayley.

## Tableau des matchs
| Ordre par numéros | Résultat | Stipulation(s) | Temps |
| --- | --- | --- | ----- |
| 1P | Breezango (Fandango et Tyler Breeze) bat The Usos (Jimmy et Jey)                                                    | Tag Team match | 5:26  |
| 2 | Sasha Banks et Bayley battent Charlotte et Dana Brooke par soumission                                               | Tag Team match | 7:25  |
| 3 | The Wyatt Family (Bray Wyatt, Braun Strowman et Erick Rowan) bat The New Day (Big E, Kofi Kingston et Xavier Woods) | 6-Man Tag Team match | 8:47  |
| 4 | Rusev (c) (avec Lana) bat Zack Ryder par soumission                                                                 | Match simple pour le WWE United States Championship | 7:01  |
| 5 | Sami Zayn bat Kevin Owens                                                                                           | Match simple | 18:22 |
| 6 | Natalya bat Becky Lynch par soumission                                                                              | Match simple | 9:04  |
| 7 | The Miz (c) (avec Maryse) contre Darren Young (avec Bob Backlund) se termine en double disqualification             | Match simple pour le WWE Intercontinental Championship | 8:41  |
| 8 | John Cena, Enzo Amore et Big Cass battent The Club (AJ Styles, Luke Gallows et Karl Anderson)                       | 6-Man Tag Team match | 14:30 |
| 9 | Dean Ambrose (c) bat Roman Reigns et Seth Rollins                                                                   | Triple Threat match pour le WWE Championship Si Dean Ambrose gagne et conserve sa ceinture, celle-ci deviendra la propriété de SmackDown. En revanche, si Roman Reigns ou Seth Rollins gagne, la ceinture sera la propriété de Raw. | 18:03 |
| La lettre C placée entre parenthèses désigne la personne ou l’équipe championne en titre. P – indique que le match a eu lieu lors du pré-show | | |       |